# Mohamed Abdi Mohamed
Mohamed Abdi Mohamed (Gandhi) (em somali: Maxamed Cabdi Maxamed «Gaandi», em árabe: محمد عبدي محمد) foi um geólogo, antropólogo, historiador e político somali. Foi o ex-ministro da Defesa da Somália e o ex-presidente da Azânia. Em julho de 2014, Gandhi foi nomeado Embaixador da Somália no Canadá.

## Carreira política

### Ministro da Defesa
Em 21 de fevereiro de 2009, Gandhi foi nomeado Ministro da Defesa da Somália pelo então chefe de governo do país, o Primeiro-Ministro Omar Abdirashid Ali Sharmarke. Ele ocupou o cargo até 10 de novembro de 2010.

### Presidente da Azânia
Em 3 de abril de 2011, foi anunciada a criação de uma nova região autônoma no sul da Somália. Referido como Azânia (originalmente conhecido como Jubalândia), o sistema político nascente era liderado por Gandhi, que servia como seu primeiro presidente. Segundo o presidente Gandhi, Azânia foi escolhido como nome para a nova administração devido à sua importância histórica, pois "Azânia foi um nome dado à Somália há mais de 2.500 anos, dado por marinheiros egípcios que costumavam obter grandes reservas de alimentos da costa somali [...] Sua origem é uma palavra árabe que significa terra da fartura."
A primeira iniciativa política declarada de Gandhi foi remover o grupo de militantes al-Shabaab do território.
Gandhi ocupou o cargo até 15 de maio de 2013, quando Ahmed Mohamed Islam foi eleito para o cargo  de presidente da Jubalândia.

### Embaixador da Somália no Canadá
Em julho de 2014, Gandhi foi nomeado o novo embaixador da Somália no Canadá. O primeiro enviado desse tipo em mais de duas décadas, ele chefiou a embaixada reaberta do governo federal somali em Ottawa, Ontário.